# Hrúd
Hrúd je terénní tvar typický pro říční nivy. Jde o původní vrcholky písečných dun, jejichž okolí se postupně zaneslo povodňovými náplavy. Hrúdy tak vystupují nad terén už jen o jednotky metrů, přesto se v ploché nivě jedná o místa, která při povodních zůstávají nezaplavena a slouží jako útočiště lesní zvěře. 
Pravidelná koncentrace zvěře na těchto místech má za následek zvýšený okus a udržování bezlesí na hrúdech, což spolu s jejich relativně chudou písčitou půdou umožňuje rozvoj vzácným rostlinným druhům a zvyšuje biodiverzitu celého lužního ekosystému.